# Wilhelm Raabe-Literaturpreis
Der Wilhelm Raabe-Literaturpreis wurde im Jahr 2000 von der Stadt Braunschweig und DeutschlandRadio gestiftet. Er zählt zu den „angesehensten literarischen Auszeichnungen in Deutschland“. Beide Partner wollen mit dem Preis „das Lebenswerk Wilhelm Raabes und seine herausragende Geistesleistung seiner Zeit“ würdigen. Seit 2008 ist das Deutschlandradio-Programm Deutschlandfunk Sponsor des Preises. Hubert Winkels war bis 2022 Vorsitzender der Jury und wurde  von Wiebke Porombka abgelöst.
„Mit der Verleihung dieses Preises zeichnen die Stadt Braunschweig und Deutschlandradio/Deutschlandfunk jährlich ein in deutscher Sprache verfasstes erzählerisches Werk aus. Mit der Auszeichnung soll exemplarisch das bis zum Zeitpunkt der Preisverleihung publizierte literarische Schaffen [des Preisträgers] gewürdigt werden.“ Der Preis wurde zunächst alle zwei Jahre verliehen und war mit 25.000 Euro dotiert. Seit 2010 wird er jährlich vergeben und ist seither mit 30.000 Euro dotiert.
Mit dieser Auszeichnung knüpfen die Stifter an den von 1944 bis 1990 vergebenen Wilhelm-Raabe-Preis der Stadt an.

## Preisträger
- 2000 Rainald Goetz für Abfall für alle
- 2002 Jochen Missfeldt für Gespiegelter Himmel
- 2004 Ralf Rothmann für Junges Licht
- 2006 Wolf Haas für Das Wetter vor 15 Jahren
- 2008 Katja Lange-Müller für Böse Schafe
- 2010 Andreas Maier für Das Zimmer
- 2011 Sibylle Lewitscharoff für Blumenberg
- 2012 Christian Kracht für Imperium
- 2013 Marion Poschmann für Die Sonnenposition
- 2014 Thomas Hettche für Pfaueninsel
- 2015 Clemens J. Setz für Die Stunde zwischen Frau und Gitarre
- 2016 Heinz Strunk für Der goldene Handschuh
- 2017 Petra Morsbach für Justizpalast
- 2018 Judith Schalansky für Verzeichnis einiger Verluste
- 2019 Norbert Scheuer für Winterbienen[3]
- 2020 Christine Wunnicke für Die Dame mit der bemalten Hand
- 2021 Gert Loschütz für Besichtigung eines Unglücks[4]
- 2022 Jan Faktor für Trottel
- 2023 Judith Hermann für Wir hätten uns alles gesagt[5]
- 2024 Saša Stanišić für Möchte die Witwe angesprochen werden, platziert sie auf dem Grab die Gießkanne mit dem Ausguss nach vorne[6]